# Stigghiola

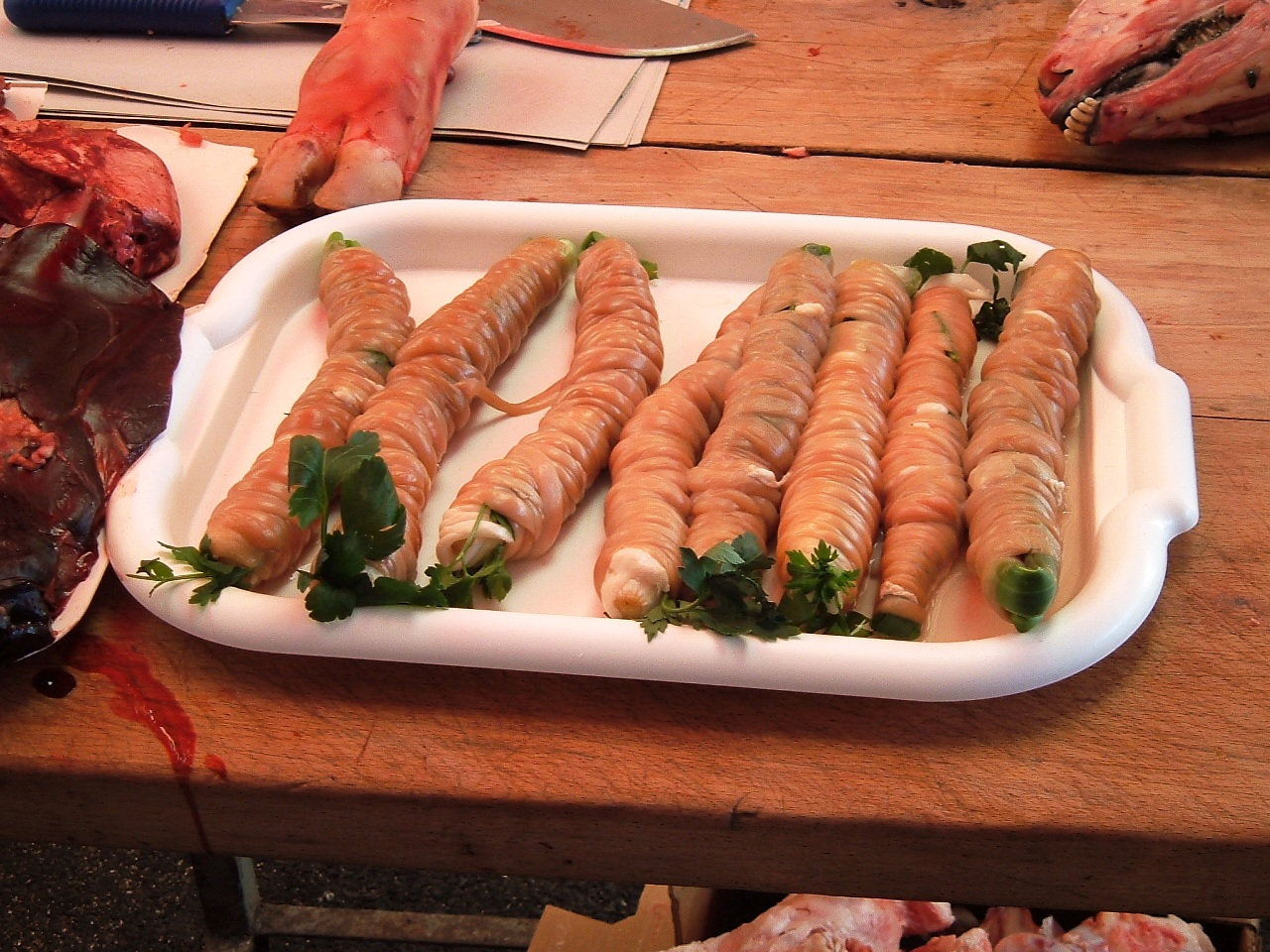
Stigghiole crudo

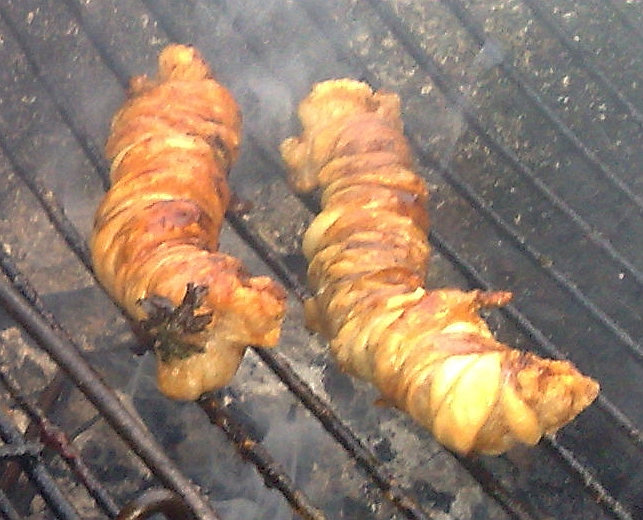
Stigghiole en la parrilla

La stigghiola es una comida callejera típica de Palermo. Principalmente compuesto por tripas e intestinos del cordero u otros animales lavados en agua y sal, sazonado con perejil, cebolla y hierbas, todo ello envuelto en un pincho y preparado a la plancha o parrilla.
Está catalogada como producto agroalimentario tradicional italiano (PAT) por el Ministerio de las Políticas Agrícolas, Comestibles y Forestales.